# Ketak Kadupada
Ketak Kadupada fou un estat tributari protegit del districte de Khandesh, a la presidència de Bombai, en el grup anomenat Estats Dangs. Tenia una població de 100 habitants i uns ingressos estimats de 16 lliures. El sobirà vers el 1880 era Mahipat Bonda, un bhil d'uns 30 anys amb residència a Kadupada. La successió seguia el principi de primogenitura.